# Queer (film)
Queer is een Italiaans-Amerikaanse historische romantische dramafilm uit 2024, geregisseerd door Luca Guadagnino naar een scenario van Justin Kuritzkes, en gebaseerd op de gelijknamige novelle van William S. Burroughs (geschreven tussen 1951 en 1953 en in 1985 gepubliceerd). De hoofdrollen worden vertolkt door Daniel Craig en Drew Starkey.

## Verhaal
In de jaren 1940 woont in Mexico-stad de Amerikaanse expat Lee (Daniel Craig), die gevlucht is nadat een drugdeal in New Orleans fout afliep. Hij wordt verliefd op een drugsverslaafde jongere man Allerton (Drew Starkey).

## Rolverdeling
| Acteur            | Personage       |
| ----------------- | --------------- |
| Daniel Craig      | William Lee     |
| Drew Starkey      | Eugene Allerton |
| Lesley Manville   | Dr. Cotter      |
| Jason Schwartzman | Joe             |
| Henry Zaga        | Winston Moor    |
| Drew Droege       | John Dume       |
| Ariel Schulman    | Tom Weston      |
| Lisandro Alonso   |                 |
| David Lowery      |                 |

## Productie
Luca Guadagnino wilde een bewerking maken van de roman Queer van William S. Burroughs uit 1985 sinds hij het boek las toen hij 17 was. In april 2022 vertelde hij het boek aan scenarioschrijver Justin Kuritzkes terwijl ze in Boston op de set waren voor hun film Challengers (2024). Guadagnino kocht een exemplaar voor Kuritzkes, die het las. Nadat producent Lorenzo Mieli de rechten op het boek verkregen had, begon Kuritzkes met het schrijven van het script terwijl ze nog aan Challengers werkten.
In december 2022 werd aangekondigd dat Daniel Craig in gesprek was om in de film te spelen. In april 2023 werd onthuld dat Lesley Manville, Jason Schwartzman en Henry Zaga in de cast zaten. Drew Starkey werd gecast nadat een auditieband die hij had gemaakt voor een ander project bij Guadagnino was beland. Guadagnino raadpleegde Craig over zijn beslissing om Starkey te casten. Na het bekijken van de tape zei Craig tegen Guadagnino: "That’s the guy".

### Filmopnames
De belangrijkste filmopnames begonnen op 29 april 2023 in Rome, Italië in de Cinecittà Studios waar Mexico-stad uit de jaren 1940 herbouwd werd. Extra scènes werden opgenomen in Quito, Ecuador. De productie werd afgerond op 29 juni 2023. De Britse modeontwerper Jonathan Anderson diende als kostuumontwerper en dit was zijn tweede samenwerking met Guadagnino na Challengers.

## Release en ontvangst
Queer ging op 3 september 2024 in première op het Filmfestival van Venetië in de competitie voor de Gouden Leeuw. De film kreeg overwegend positieve kritieken van de filmcritici, met een score van 75% op Rotten Tomatoes, gebaseerd op 32 beoordelingen.

## Prijzen en nominaties
De belangrijkste:
| Jaar | Prijs                    | Categorie                        | Genomineerde(n) | Uitslag     |
| ---- | ------------------------ | -------------------------------- | --------------- | ----------- |
| 2025 | Golden Globe Award       | Beste acteur in een film – drama | Daniel Craig    | Genomineerd |
| 2024 | Filmfestival van Venetië | Gouden Leeuw                     | Luca Guadagnino | Genomineerd |